# Túpolev

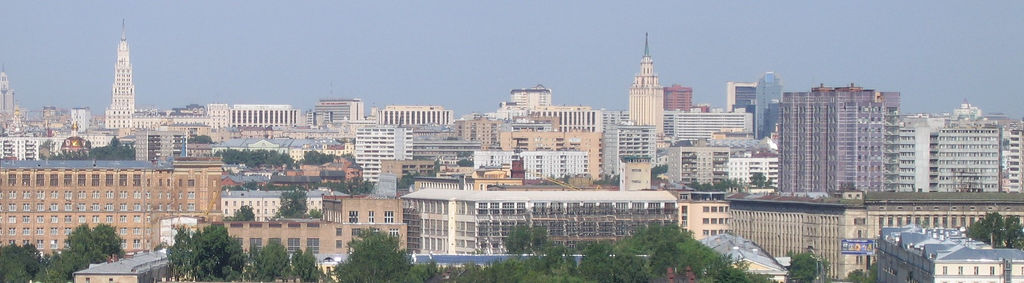
Sede central de Túpolev

Túpolev (en ruso: Туполев) es una empresa de defensa y aeronáutica rusa. Su nombre oficial es PSC Túpolev, y es la heredera de la conocida Túpolev OKB (Opytno Konstruktórskoye Biuró) u Oficina de Construcción y Diseño Túpolev (OKB-156, con prefijo Tu para sus diseños) creada por el famoso ingeniero aeroespacial soviético Andréi N. Túpolev, quien dirigió la empresa durante 50 años hasta su muerte en 1972. La compañía celebró sus 100 años de historia el 22 de octubre de 2022, y tiene su sede en Moscú. El gobierno ruso está planificando unir a Túpolev con Mikoyán, Iliushin, Irkut, Sukhoi, y Yakovlev como una nueva empresa llamada Corporación Aeronáutica Unida.

## Introducción

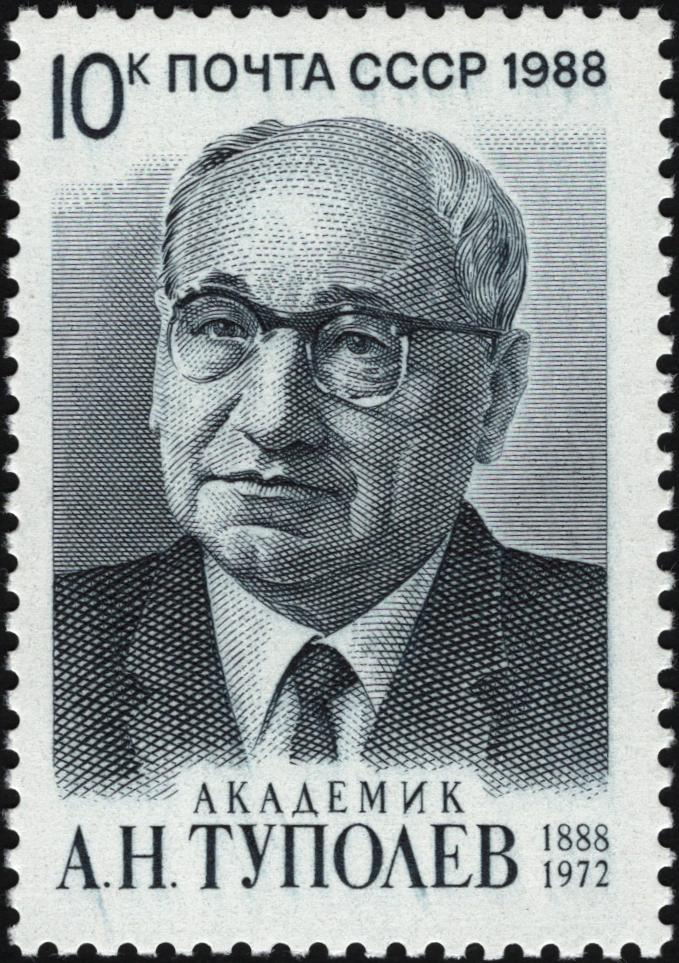
Sello postal de la Unión Soviética de 1988 con la imagen de Andréi Túpolev, con motivo del centenario de su nacimiento.

El área en la que se centra PSC Túpolev es el desarrollo, fabricación y reparación de productos aeroespaciales tanto civiles como militares, como aeroplanos y sistemas de armamento. También trabaja en los campos de los misiles y la aviación naval. Ha completado más de 300 proyectos, y produjo más de 18 000 aeroplanos para la URSS y el bloque soviético.

## Historia
Andréi Nikoláyevich Túpolev fundó Túpolev OKB en 1922. Sus instalaciones sólo están diseñadas para la investigación y el diseño de aeronáuticos, estando la fabricación dirigida por otras compañías. Durante los años 1920 se centró en la investigación de aviones completamente metálicos.

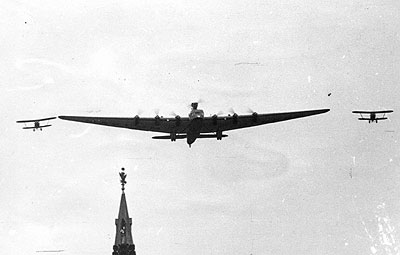
El Túpolev ANT-20 «Máximo Gorki», el mayor avión construido durante los años 1930.

Entre los resultados notables del primer período de Tupolev se encuentran dos importantes bombarderos pesados totalmente metálicos con piel de duraluminio corrugado, el bombardero bimotor ANT-4, que voló por primera vez en 1925, y el cuatrimotor ANT-6 de 1932, del que derivaron aviones como el ANT-20 (véase Yefim Gordon & Vladimir Rigmant, OKB Tupolev. Hinckley, Reino Unido: Midland, 2005. pp. 22-28 y 30-34). El enfoque de diseño de Tupolev en estos dos aviones definió durante muchos años las tendencias del desarrollo de aviones pesados, civiles y militares.
Durante la Segunda Guerra Mundial el avión bimotor Tu-2 fue uno de los mejores bombarderos tácticos soviéticos. Se produjeron diversas variantes del aparato a partir de 1942, y se utilizaron fuselajes fabricados parcialmente con madera a causa de las carencias de metal (el diseño original era completamente metálico).
En 1944, tres Boeing B-29 Superfortress se habían visto obligados a realizar aterrizajes de emergencia en territorio soviético tras una misión de bombardeo contra  Japón. Los soviéticos los copiaron rápidamente y utilizaron este modelo como base de su primer bombardero estratégico intercontinental, el Tu-4 (código de la OTAN «Bull»), que despegó por primera vez en 1947 y cuya producción fue abundante. El Tu-4 fue básico para el desarrollo de Túpolev en la posguerra, y muchos de sus aviones más importantes partieron de este proceso de ingeniería inversa de los aparatos Boeing.
Uno de estos desarrollos fue el bombardero a reacción Tu-16 Badger, basado en una versión ampliada del fuselaje del B-29/Tu-4 con alas modificadas para un mejor funcionamiento subsónico.
Como los bombarderos a turborreacción no aprovechaban lo bastante bien el combustible como para poder ser calificados de verdaderos bombarderos intercontinentales, los soviéticos decidieron diseñar un nuevo aparato, el Tu-20 «Bear», más conocido como Tu-95. También estaba basado en el fuselaje y el diseño estructural del Tu-4, pero utilizaba cuatro enormes motores turbopropulsados Kuznetsov NK-12  que le daban una combinación única de velocidad equivalente a la de reacción y largo alcance. Se convirtió por ello en el bombardero intercontinental soviético por excelencia, siendo en muchos aspectos el equivalente del Boeing B-52 Stratofortress estadounidense; sirvió como bombardero estratégico y en muchas otras funciones alternativas, tales como reconocimiento y guerra antisubmarina.
El modelo Tu-16 se modificó para dar lugar al Tu-104, de uso civil, que fue durante el período en el que el De Havilland Comet dejó de volar el único avión de línea a turborreacción. El Tu-95 se convirtió en la base del avión de línea Tu-114, de alcance medio-largo, el más rápido de los aviones turbopropulsados de la historia. Una característica común de muchos de los grandes aviones a reacción subsónicos Tupolev son las grandes vainas que se extienden hacia atrás desde el borde de fuga de las alas, sujetando el tren de aterrizaje del avión.  Esto permite que el avión tenga trenes de aterrizaje formados por muchos neumáticos grandes de baja presión, que son muy valiosos para su uso en las pistas de baja calidad que eran comunes en la Unión Soviética en ese momento. Por ejemplo, el avión de pasajeros Tu-154, el equivalente soviético del Boeing 727, tiene 14 neumáticos, el mismo número que el mucho mayor 777-200 de Boeing.

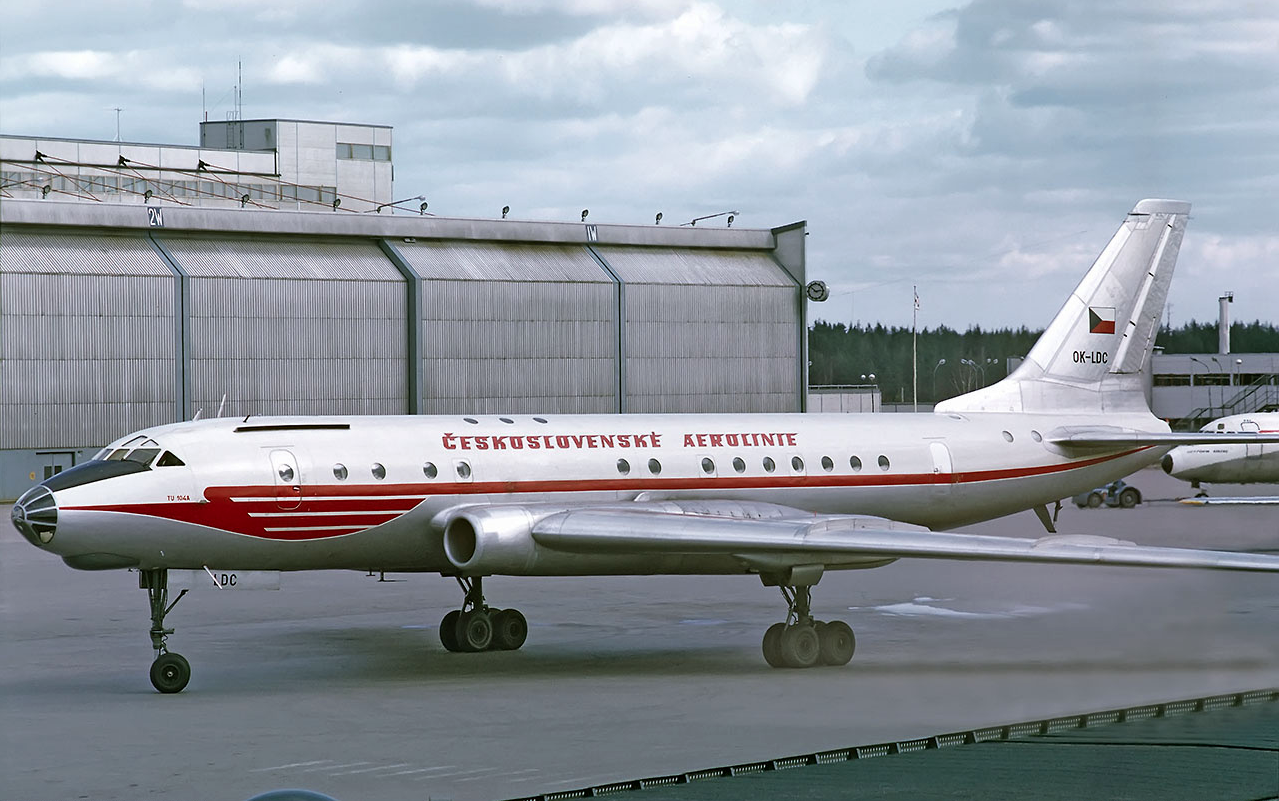
Tu-104, el primer avión de pasajeros a reacción soviético.

Antes de los primeros vuelos del Tu-16 y el Tu-20/Tu-95 Túpolev ya estaba trabajando en bombarderos supersónicos, dando lugar al fallido Túpolev Tu-98 (código de la OTAN «Backfin»). Aunque este modelo nunca entró en servicio, fue la base del prototipo Tu-102 (modificado posteriormente para dar lugar al interceptor Túpolev Tu-28) y el Tu-105, que dio lugar al bombardero supersónico Tu-22 «Blinder» a mediados de los años 1960. El «Blinder», diseñado como contrapartida del Convair B-58 Hustler, era bastante inferior a este, aunque irónicamente permaneció en servicio mucho más tiempo que el modelo americano. La compañía formó durante esta época el departamento ?K?, que se dedicó a diseñar aviones no tripulados como el Tu-139 y el avión de reconocimiento Tu-143. 

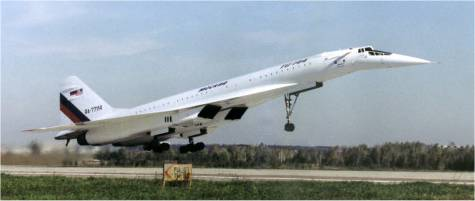
Avión de línea supersónico Tu-144.

Durante los años 1960 el hijo de A. N. Túpolev, Alexéi Andréyevich Túpolev, se destacó con su participación en el desarrollo del primer avión de línea supersónico, el Tu-144, el popular Tu-154 y el bombardero estratégico Tu-22M «Backfire», una modificación del Tu-22 con alas móviles. Todos estos desarrollos permitieron a la Unión Soviética alcanzar la igualdad con el Oeste en la aviación civil y militar.
En los años 1970, Túpolev concentró sus esfuerzos en mejorar el funcionamiento de los bombarderos Tu-22M, con variantes adecuadas al uso marítimo. La abundancia de estos bombarderos fue una de las principales razones que llevaron a los tratados SALT I y SALT II. También se mejoró la eficacia y el funcionamiento del Tu-154, dando lugar al Tu-154M.
En los años 1980 la oficina de diseño desarrolló el bombardero estratégico supersónico Tu-160, con alas de geometría variable. El Tu-160 es muy superior a su equivalente occidental, el Rockwell B-1 Lancer, pero la desintegración de la URSS ralentizó su desarrollo y muchos de los problemas del diseño original no llegaron a resolverse.

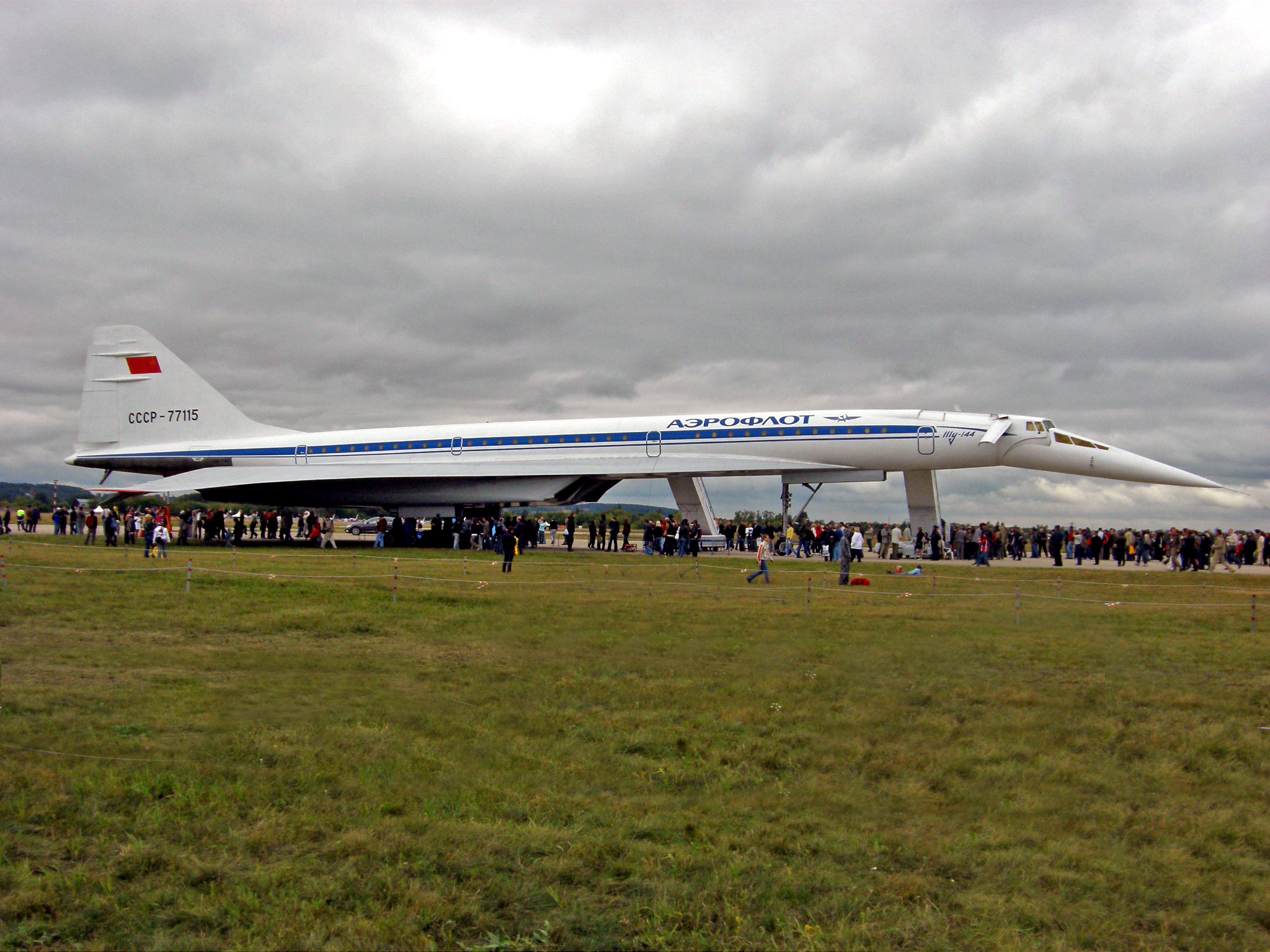
Otra imagen del Tu-144, muy parecido al Concorde.

## Época postsoviética
Tras el final de la Guerra fría, Túpolev se concentró el trabajo en aparatos subsónicos de aviación civil, especialmente en la búsqueda de combustibles alternativos y de operaciones menos costosas. Los desarrollos incluían el sistema fly-by-wire y nuevos diseños de aviones, entre los que se contaban:
- Continuar desarrollando las familias de aviones Tu-204/214 y Tu-334
- Desarrollar el avión de carga Tu-330, y el avión para transporte regional Tu-324
- Investigar los aspectos prácticos de utilizar combustibles alternativos en las operaciones aéreas
- Modernizar la Fuerza aérea y la Aviación naval rusas

Sin embargo, la crisis rusa de los años noventa truncó muchos de estos desarrollos. Los proyectos Tu-330, Tu-324 y Tu-334 fueron cancelados por falta de financiamiento y sólo se desarrolló una versión mejorada del Tu-204, el Tu-214.
En la exhibición aérea MAKS-2003, Túpolev reveló el concepto de avión comercial supersónico Tu-444, que quería desarrollarse en la primera mitad de 2004, pero no salió nada más del programa. El 19 de agosto de 2009, Túpolev anunció que tenía un contrato con el Ministerio de Defensa ruso para desarrollar un bombardero estratégico de nueva generación Túpolev PAK DA que "será un avión conceptualmente nuevo basado en las tecnologías más avanzadas".

## Directores
- Andréi Nikoláyevich Túpolev fue un diseñador del Instituto Central de Aerohidrodinámica (TsAGI) moscovita desde 1929 hasta su muerte en 1972. Este organismo produjo sobre todo bombarderos y aviones de línea.
- Alekséi Túpolev, el hijo de Andréi Túpolev, también fue un famoso diseñador de aviones. Su diseño más conocido fue el avión de línea supersónico Túpolev Tu-144. Dirigió Túpolev hasta su muerte en 2001.
- Igor Sergeevich Shevchuk fue nombrado el director de la OAO Túpolev en 1997,[4] más tarde presidente del Consejo de Administración, y en 2001 presidente y diseñador general. Murió inesperadamente en el 2011.
- Alexandr Vladimirovich Koniukhov fue director general en 2016-2020.
- Ronis Nakipovich Sharipov nombró director general en mayo de 2020.[5][6]

En septiembre de 2021, Rustam Minnikhanov, Presidente de Tatarstán fue elegido presidente del consejo de administración de Túpolev.

## Aviones de Túpolev
El equipo de Túpolev ha producido muchos diseños, y entre los que llegaron a ser producidos destaca el Tu-2, con 4500 aparatos producidos. Bastantes de los diseños son, sin embargo, prototipos o proyectos abandonados, con sólo uno o unos pocos ejemplares producidos, que no lograron superar esta fase por cambios en la situación política o militar. Muchos de estos modelos experimentales marcaron el camino que siguieron otros que sí fueron producidos. Como los apodos de la OTAN de los aviones soviéticos son a menudo más conocidos que sus nombres reales, se indican cuando es posible.

### Modelos tempranos con motores de pistones
- Túpolev ANT-3
- Túpolev ANT-4
- Túpolev ANT-14
- Túpolev ANT-16 (TB-4)
- Túpolev ANT-20
- Túpolev ANT-25
- Túpolev ANT-37 (DB-2)
- Túpolev ANT-36 (DB-1)

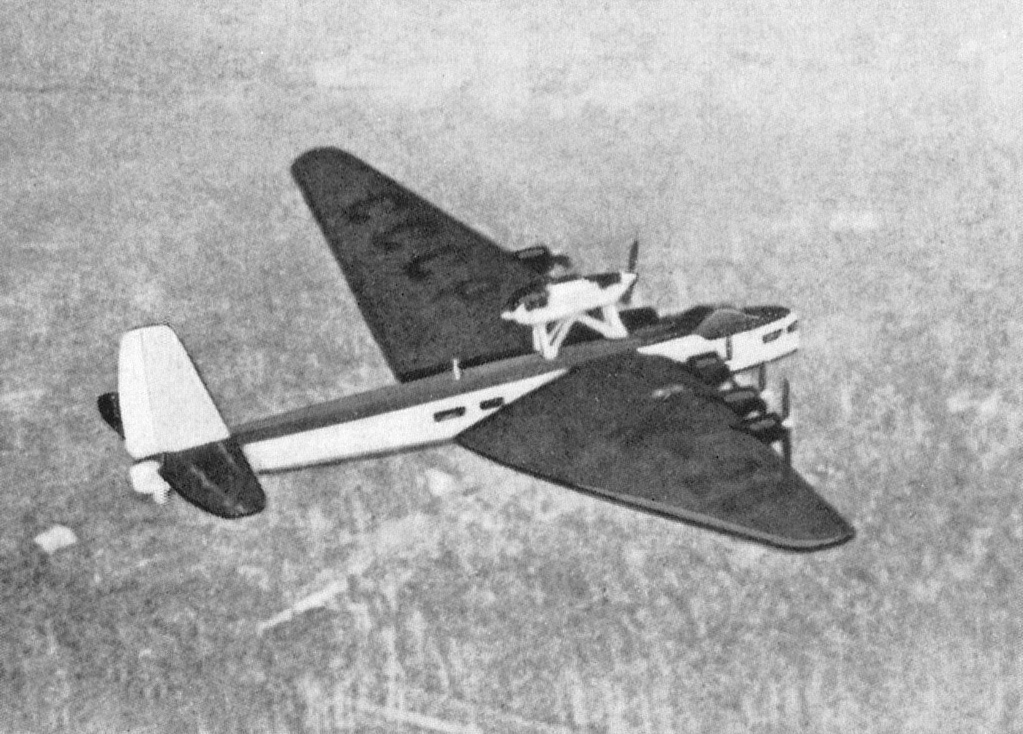
Un Túpolev ANT-20 en 1935.

- Túpolev Tu-2 (designación OTAN: Bat)
- Túpolev Tu-4 (designación OTAN: Bull)

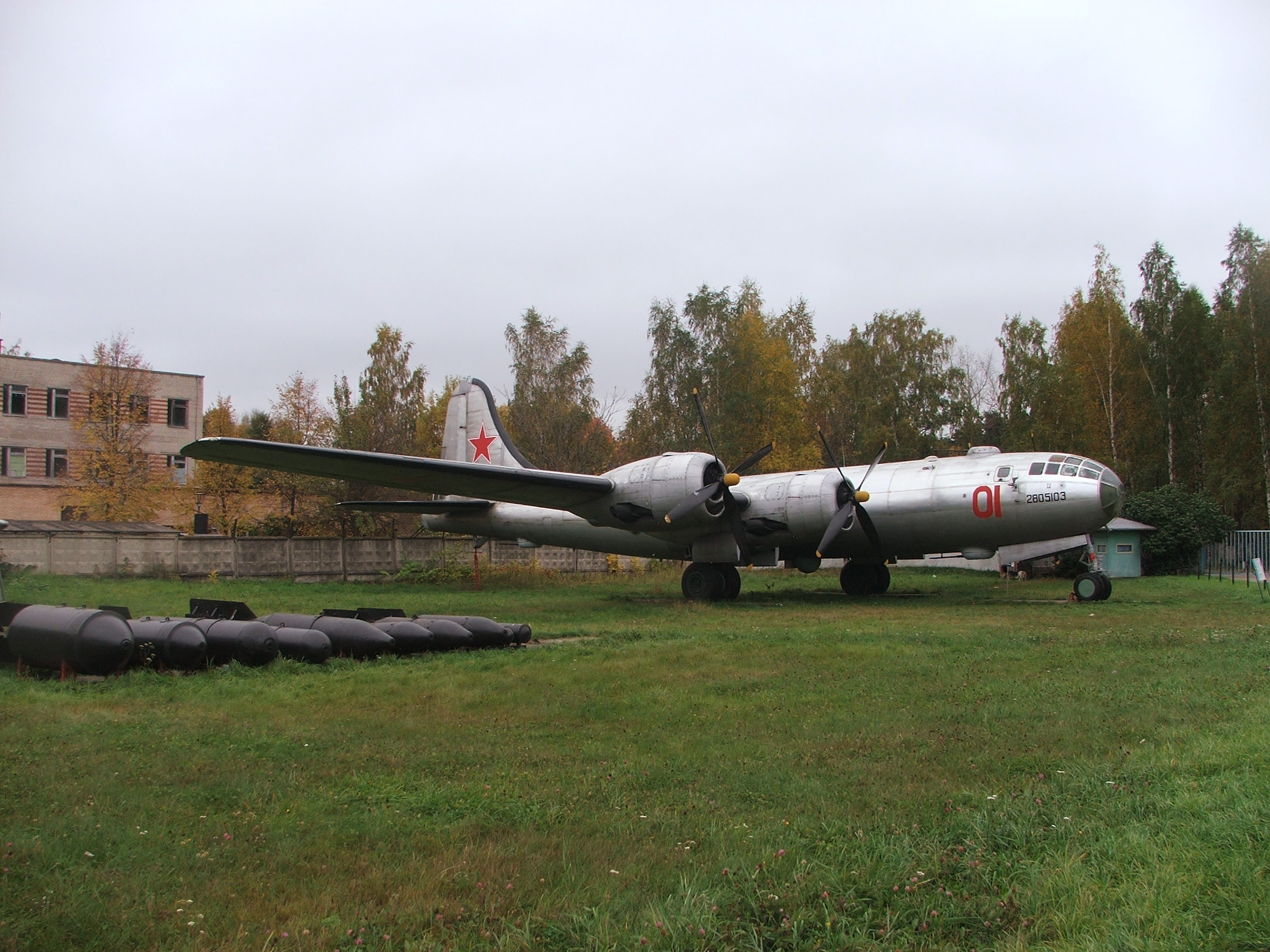
Un Túpolev Tu-4 en 2006.

- Túpolev Tu-10

### Prototipos y modelos cancelados
- Túpolev Tu-1
- Túpolev Tu-6
- Túpolev Tu-8
- Túpolev Tu-12
- Túpolev Tu-70
- Túpolev Tu-72
- Túpolev Tu-73
- Túpolev Tu-74
- Túpolev Tu-75
- Túpolev Tu-80
- Túpolev Tu-82
- Túpolev Tu-85 (Designación OTAN: Barge)
- Túpolev Tu-91 (Designación OTAN: Boot)
- Túpolev Tu-93
- Túpolev Tu-96
- Túpolev Tu-98 (Designación OTAN: Backfin)
- Túpolev Tu-102 Prototipo del que surgió el caza Túpolev Tu-28 (también conocido como Túpolev Tu-128).
- Túpolev Tu-107 Modificación del Túpolev Tu-104 para el transporte de tropas.
- Túpolev Tu-110 (Designación OTAN: Cooker). Versión del Túpolev Tu-104 con cuatro motores.
- Túpolev Tu-116 Modificación del bombardero Túpolev Tu-95 para que pudiera transportar pasajeros.
- Túpolev Tu-119
- Túpolev Tu-125
- Túpolev Tu-138 Proyecto abandonado para la actualización del caza Túpolev Tu-28
- Túpolev Tu-148 Proyecto abandonado para la actualización del caza Túpolev Tu-28
- Túpolev Tu-155 Modificación del Túpolev Tu-154 con un motor adaptado para usar gas natural o metano.
- Túpolev Tu-156 Modificación del Túpolev Tu-154 con los tres motores adaptados para usar gas natural o hidrógeno.
- Túpolev Tu-206 Modificación del Túpolev Tu-204 con los motores adaptados para usar gas natural.
- Túpolev Tu-216 Modificación del Túpolev Tu-204 con los motores adaptados para usar hidrógeno.

### Bombarderos
- Túpolev Tu-14 (designación OTAN: Bosun)
- Túpolev Tu-16 (designación OTAN: Badger)
- Túpolev Tu-20 (nombre erróneo del Tu-95)
- Túpolev Tu-95 (designación OTAN: Bear A) y sus modificaciones.
- Túpolev Tu-142 (designación OTAN: Bear F) variante del Túpolev Tu-95 para guerra antisubmarina.
- Túpolev Tu-22 (designación OTAN: Blinder)
- Túpolev Tu-22M (designación OTAN: Backfire) al principio conocido erróneamente en Occidente como Túpolev Tu-26.
- Túpolev Tu-126 (designación OTAN: Moss)
- Túpolev Tu-160 (designación OTAN: Blackjack)
- Túpolev Tu-170 variante del Túpolev Tu-160 para evitar las limitaciones de los acuerdos SALT II.

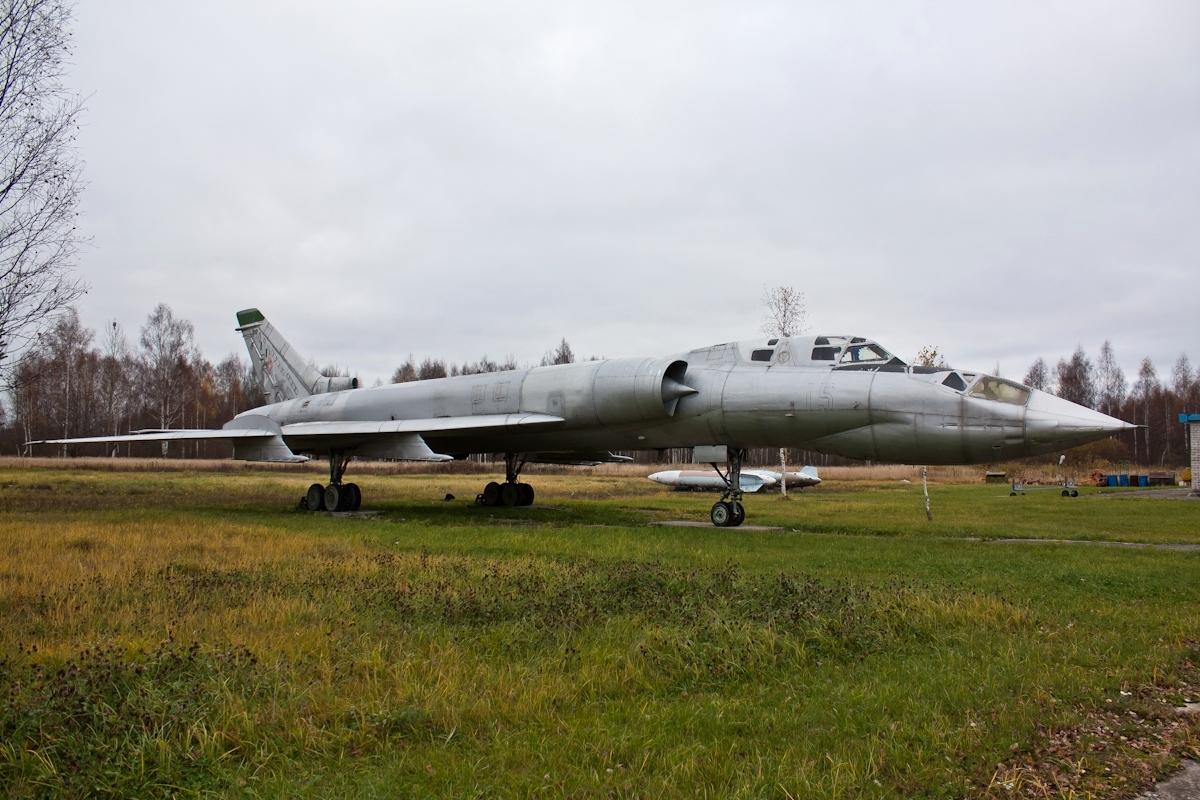
Un Túpolev Tu-128UT de entrenamiento en 2011.

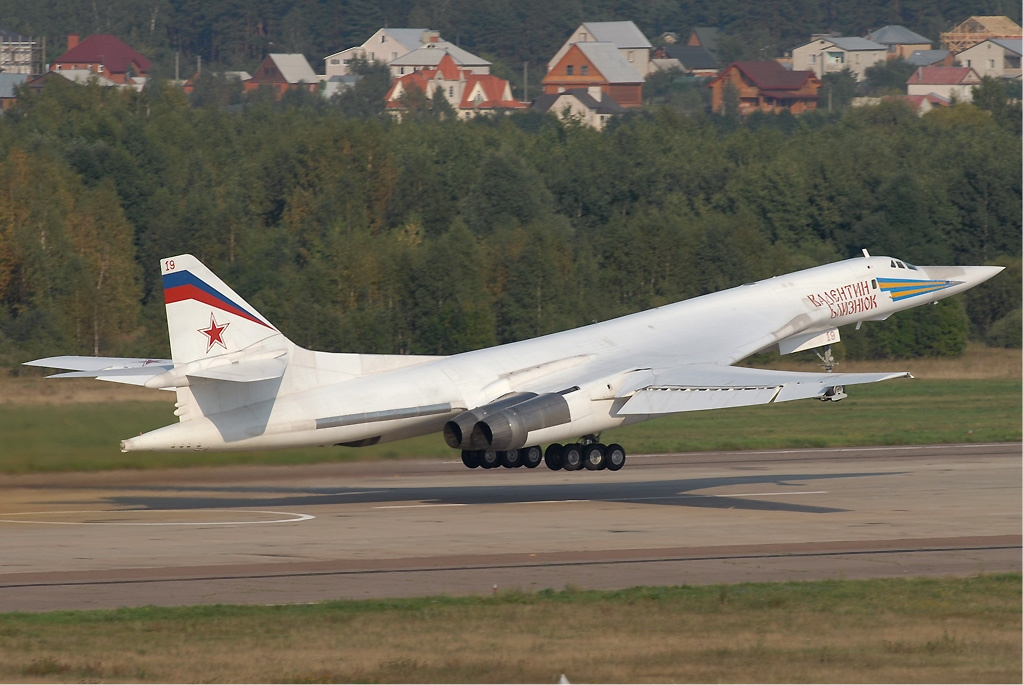
Un Túpolev Tu-160 del ejército de Rusia en el Salón internacional aeroespacial de Moscú, en 2007.

### Cazas
- Túpolev Tu-28, también llamado Túpolev Tu-128 (designación OTAN: Fiddler). Surgido a partir del prototipo Túpolev Tu-102

### Transportes y aviones de línea

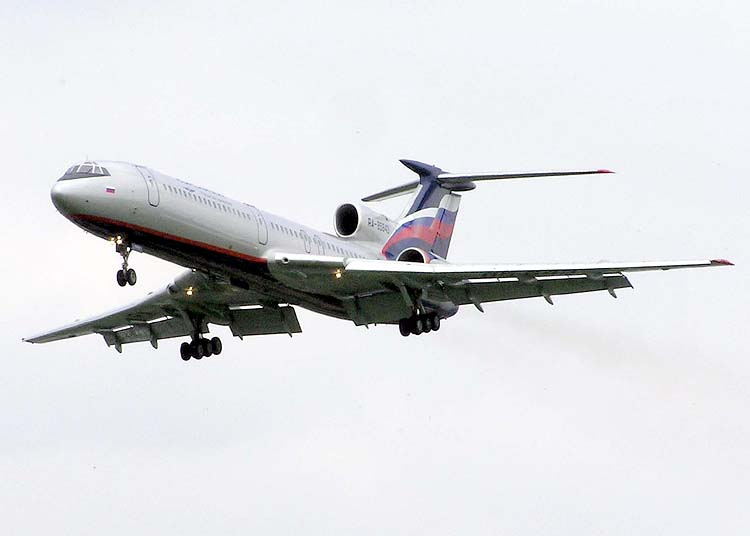
Un Túpolev Tu-154M de la compañía aérea Aeroflot.

- Túpolev Tu-104 (designación OTAN: Camel)
- Túpolev Tu-114 (designación OTAN: Cleat)
- Túpolev Tu-124 (designación OTAN: Cookpot)
- Túpolev Tu-134 (designación OTAN: Crusty)
- Túpolev Tu-144 (designación OTAN: Charger), apodado en Occidente como "Konkordski" a causa de su gran parecido con el Concorde.
- Túpolev Tu-154 (designación OTAN: Careless)
- Túpolev Tu-204
- Túpolev Tu-214 variante del Túpolev Tu-204.
- Túpolev Tu-234 variante del Túpolev Tu-204.
- Túpolev Tu-324
- Túpolev Tu-334
- Túpolev Tu-354 variante del Túpolev Tu-334.
- Túpolev Tu-414 variante del Túpolev Tu-324.

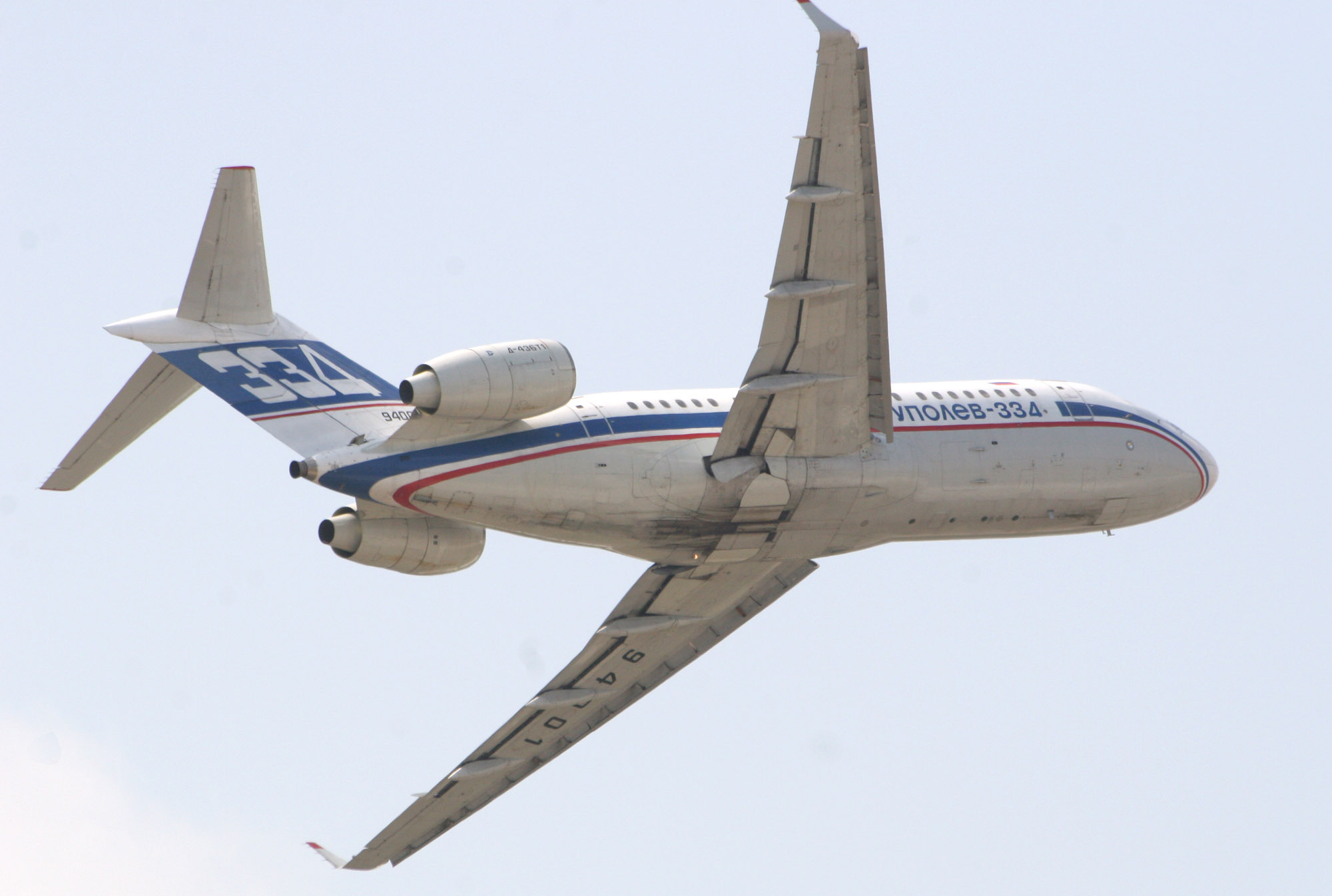
Un Túpolev Tu-334 en 2007

### Aparatos no tripulados
- Túpolev Tu-121 "C"
- Túpolev Tu-123 "Yastreb-1"
- Túpolev Tu-139 "Yastreb-2"
- Túpolev Tu-141 "Strizh"
- Túpolev Tu-143 "Reis"
- Túpolev Tu-243 "Reis-D"
- Túpolev Tu-300